# 全日本学生レスリング選手権大会
全日本学生レスリング選手権大会（ぜんにほんがくせいレスリングせんしゅけんたいかい）は、全日本学生レスリング連盟が主催するレスリングの全国大会のひとつ。通称インカレ。国内学生レスリングタイトルの最高峰に位置する。

## 概要
毎年8月または9月に開催され、会場は奇数年は東日本（主に駒沢オリンピック公園総合運動場体育館）、偶数年は西日本（主に堺市金岡公園体育館、2000年と2004年はアクシオン福岡）で交互に開催する。
大会は個人戦のトーナメントで、1、2年生は新人戦の成績など出場条件があるが、一大学から出場できる選手数に制限はない。
男子フリースタイル・グレコローマン・女子（2001年より、それまでは独立した大会である全日本女子学生選手権として開催）3スタイルすべて採用されている。
優勝者は当該年度の学生王者に認定される。さらに3スタイル通じての最優秀選手には文部科学大臣杯が贈られる。それ以外にスタイル別に優秀選手、最短フォール賞、最多フォール賞も制定されている。
男子の各階級1位～3位および女子各階級1位、2位の選手には『天皇杯全日本選手権大会』の参加資格が与えられる。

## 歴代文部科学大臣杯受賞選手
2000年までは文部大臣杯
| 回 | 年   | 月 日           | 開催地・会場                             | 受賞者                         |
| -- | ---- | --------------- | ---------------------------------------- | ------------------------------ |
| 1  | 1950 | 9月9日～10日    | 兵庫・神戸YMCA                           |                                |
| 2  | 1951 | 9月15日～16日   | 東京・青山レスリング会館                 |                                |
| 3  | 1952 | 9月6日～8日     | 東京・青山レスリング会館                 |                                |
| 4  | 1953 | 9月6日          | 東京・青山レスリング会館                 |                                |
| 5  | 1954 | 9月11日～12日   | 東京・青山レスリング会館                 |                                |
| 6  | 1955 | 9月10日～11日   | 東京・青山レスリング会館                 |                                |
| 7  | 1956 | 9月1日～2日     | 東京・青山レスリング会館                 |                                |
| 8  | 1957 | 9月9日～10日    | 東京・青山レスリング会館                 |                                |
| 9  | 1958 | 9月12日～14日   | 東京・青山レスリング会館                 |                                |
| 10 | 1959 | 9月11日～13日   | 東京・青山レスリング会館                 |                                |
| 11 | 1960 | 9月8日～110日   | 東京・青山レスリング会館                 |                                |
| 12 | 1961 | 10月21日～23日  | 東京・青山レスリング会館                 |                                |
| 13 | 1962 | 9月16日～18日   | 東京・青山レスリング会館                 |                                |
| 14 | 1963 | 9月13日～14日   | 東京・青山レスリング会館                 |                                |
| 15 | 1964 | 9月11日～12日   | 東京・青山レスリング会館                 |                                |
| 16 | 1965 | 9月9日～11日    | 東京・青山レスリング会館                 |                                |
| 17 | 1966 | 9月19日～21日   | 東京・青山レスリング会館                 |                                |
| 18 | 1967 | 9月16日～17日   | 東京・日大講堂                           |                                |
| 19 | 1968 | 9月10日～14日   | 東京・世田谷区総合体育館                 |                                |
| 20 | 1969 | 10月11日～13日  | 東京・代々木青少年総合センター           |                                |
| 21 | 1970 | 9月6日～8日     | 東京・駒沢体育館                         |                                |
| 22 | 1971 | 9月2日～4日     | 東京・駒沢体育館                         |                                |
| 23 | 1972 | 9月6日～8日     | 東京・駒沢体育館                         |                                |
| 24 | 1973 | 9月3日～5日     | 東京・駒沢体育館                         |                                |
| 25 | 1974 | 9月18日～21日   | 東京・世田谷区体育館                     |                                |
| 26 | 1975 | 9月2日～5日     | 大阪・大阪府立体育館                     |                                |
| 27 | 1976 | 8月31日～9月3日 | 東京・東京都体育館                       |                                |
| 28 | 1977 | 8月31日～9月3日 | 大阪・東淀川体育館                       |                                |
| 29 | 1978 | 8月29日～9月1日 | 東京・駒沢体育館                         |                                |
| 30 | 1979 | 8月27日～30日   | 大阪・大阪府立体育館                     |                                |
| 31 | 1980 | 8月28日～31日   | 東京・駒沢体育館                         |                                |
| 32 | 1981 | 8月22日～25日   | 大阪・大阪府立体育館                     |                                |
| 33 | 1982 | 8月26日～29日   | 東京・駒沢体育館                         |                                |
| 34 | 1983 | 8月25日～28日   | 東京・駒沢体育館                         |                                |
| 35 | 1984 | 8月28日～31日   | 大阪・大阪府立体育館                     |                                |
| 36 | 1985 | 8月28日～31日   | 東京・駒沢体育館                         |                                |
| 37 | 1986 | 8月28日～31日   | 大阪・大阪府立臨海スポーツセンター       |                                |
| 38 | 1987 | 8月26日～29日   | 東京・駒沢体育館                         |                                |
| 39 | 1988 | 8月31日～9月3日 | 大阪・大阪府立体育館                     |                                |
| 40 | 1989 | 8月23日～26日   | 東京・駒沢体育館                         |                                |
| 41 | 1990 | 8月29日～9月1日 | 山梨・山梨学院大学                       |                                |
| 42 | 1991 | 9月13日～16日   | 群馬・草津総合体育館                     |                                |
| 43 | 1992 | 8月27日～30日   | 愛知・名古屋商科大学                     |                                |
| 44 | 1993 | 8月29日～9月1日 | 神奈川・横浜文化体育館                   |                                |
| 45 | 1994 | 8月26日～29日   | 新潟・新潟市鳥屋野体育館                 |                                |
| 46 | 1995 | 8月23日～26日   | 静岡・三島市体育館                       |                                |
| 47 | 1996 | 8月28日～31日   | 岡山・倉敷市福田公園体育館               |                                |
| 48 | 1997 | 8月28日～31日   | 群馬・群馬アリーナ                       |                                |
| 49 | 1998 | 8月27日～30日   | 兵庫・グリーンアリーナ神戸               |                                |
| 50 | 1999 | 8月26日～29日   | 神奈川・日本体育大学                     | 鈴木克彰（拓大）               |
| 51 | 2000 | 8月24日～27日   | 福岡・アクシオン福岡                     | 矢野通（日大）                 |
| 52 | 2001 | 8月28日～31日   | 東京・駒沢体育館                         | 藤田尚志（山梨学院大）         |
| 53 | 2002 | 8月28日～31日   | 東京・駒沢体育館                         | 小幡邦彦（山梨学院大）         |
| 54 | 2003 | 8月28日～31日   | 大阪・堺市金岡公園体育館                 | 沢田直樹（拓大）               |
| 55 | 2004 | 9月17日～20日   | 福岡・アクシオン福岡                     | 田中章仁（専大）               |
| 56 | 2005 | 8月29日～31日   | 東京・駒沢体育館                         | 鶴巻宰（国士舘大）             |
| 57 | 2006 | 8月24日～27日   | 大阪・堺市金岡公園体育館                 | 佐藤吏（早大）                 |
| 58 | 2007 | 8月21日～24日   | 東京・駒沢体育館                         | 高塚紀行（日大）               |
| 59 | 2008 | 8月28日～31日   | 大阪・堺市金岡公園体育館                 | 米満達弘（拓大）               |
| 60 | 2009 | 9月14日～17日   | 東京・駒沢体育館                         | ボリス・ムジコフ（山梨学院大） |
| 61 | 2010 | 8月26日～29日   | 大阪・堺市金岡公園体育館                 | 岡太一（拓大）                 |
| 62 | 2011 | 8月29日～9月1日 | 東京・駒沢体育館                         | 高谷惣亮（拓大）               |
| 63 | 2012 | 8月26日～29日   | 大阪・堺市金岡公園体育館                 | 金澤勝利（山梨学院大）         |
| 64 | 2013 | 8月20日～23日   | 東京・駒沢体育館                         | 森下史崇（日体大）             |
| 65 | 2014 | 8月26日～29日   | 岐阜・岐阜メモリアルセンター             | 嶋田大育（国士舘大）           |
| 66 | 2015 | 8月18日～21日   | 東京・駒沢体育館                         | 山本康稀（日大）               |
| 67 | 2016 | 8月25日～28日   | 大阪・堺市金岡公園体育館                 | 屋比久翔平（日体大）           |
| 68 | 2017 | 8月28日～31日   | 大阪・堺市金岡公園体育館                 | 奥井眞生（国士舘大）           |
| 69 | 2018 | 8月28日～31日   | 東京・駒沢体育館                         | 長谷川敏裕（日体大）           |
| 70 | 2019 | 8月20日～23日   | 東京・駒沢体育館                         | 藤井達哉（青山学院大）         |
| 72 | 2021 | 11月4・日       | キリンビバレッジ周南総合スポーツセンター | 奈須川良太（神奈川大）         |
| 73 | 2022 | 8月15日～18日   | 東京・駒沢体育館                         | 吉元玲美那（至学館大）         |
| 74 | 2023 | 8月26日～29日   | 横須賀                                   | 高橋夢大（日体大）             |
| 75 | 2024 | 8月24日～26日   | 東京・駒沢屋内球技場                     | 澤田幸明（拓大）               |

## 学生選手権優勝歴のあるプロレスラー・格闘家
男子
- マサ斎藤（明治大学） - 1963年 フリースタイル　*1964年東京オリンピック出場
- 長州力（専修大学） - 1971年 グレコローマン、1973年 フリー、グレコ両種目優勝　*1972年ミュンヘンオリンピック出場
- 谷津嘉章（日本大学） - 1976年-1977年 フリースタイル2連覇　*1976年モントリオールオリンピック出場
- 馳浩（専修大学） - 1983年 グレコローマン　*1984年ロサンゼルスオリンピック出場
- 本田多聞（日本大学） 1982年-1985年　フリースタイル4連覇、1983年-1985年 グレコ3連覇　*1984年ロサンゼルスオリンピック出場
- 菊地毅（大東文化大学） - 1986年 フリースタイル
- 永田裕志（日本体育大学） - 1988年 グレコローマン
- 中西学（専修大学） - 1988年 フリー、グレコ両種目優勝　*1992年バルセロナオリンピック出場
- 石澤常光（早稲田大学） - 1988年-1990年　フリースタイル3連覇
- 藤田和之（日本大学） - 1989年-1992年　フリースタイル4連覇
- 永田克彦（日本体育大学） - 1994年 グレコローマン　*2000年シドニーオリンピック出場
- 今村雄介（日本体育大学） - 1997年-1998年　フリースタイル2連覇
- 矢野倍達（専修大学） - 1997年 フリー、グレコ両種目優勝
- 山本"KID"徳郁（山梨学院大学中退） - 1999年フリースタイル
- 矢野通（日本大学） - 2000年 フリー、グレコ両種目優勝
- 高橋裕二郎（日本体育大学） - 2002年 グレコローマン
- ブルート一生（山梨学院大学） - 2004年 グレコローマン
- 田中章仁（専修大学） - 2002年-2004年　フリースタイル3連覇、2004年 グレコ・フリー両種目優勝
- マキシモ・ブランコ（日本大学） - 2005年 フリースタイル
- 山口竜志（拓殖大学） - 2005年-2006年 グレコローマン2連覇
- グレート-O-カーン（日本大学） - 2011年 フリースタイル

女子
- 村田夏南子（日本大学） - 2013年

## 4連覇を達成した選手
- 宮原章
- 五位塚悟
- 本田多聞
- 赤石光生
- 藤田和之
- 藤田尚志
- 小幡邦彦（英語版）
- 村島文子
- 新海真美
- 入江ゆき

## 歴代1年生王者
- 伊達治一郎
- 宮原章
- 宇野勝彦
- 大湊康訓
- 石川利明
- 五位塚悟
- 宮内輝和
- 小林孝至（フリー・グレコローマン）
- 本田多聞
- 赤石光生
- 沖山功
- 山下忍
- 藤田和之
- 村田知也
- 藤田尚志
- 小幡邦彦
- 磯川孝生（英語版）
- 斎川哲克（英語版）
- 荒木田進謙
- 園田新（英語版）
- アレッグ・ボルチン
- 奥井眞生（フリー・グレコローマン）
- 奈良勇太
- 成國大志
- 山崎弥十朗
- 田縁真大
- 安楽龍馬
- 基山仁太郎
- 石黒隼士
- 山田修太郎
- 奈須川良太
- 諏訪間新之亮
- 松井謙